# Mast Point
Mast Point är en udde i Antarktis. Den ligger i Östantarktis. Australien gör anspråk på området.
Terrängen inåt land är platt åt sydväst, men åt nordost är den kuperad. Havet är nära Mast Point åt sydväst. Trakten är glest befolkad. Närmaste befolkade plats är Casey Station, 10,4 kilometer norr om Mast Point. 